# Piste de l'Oregon
« Oregon Trail » redirige ici. Pour les autres significations, voir The Oregon Trail.

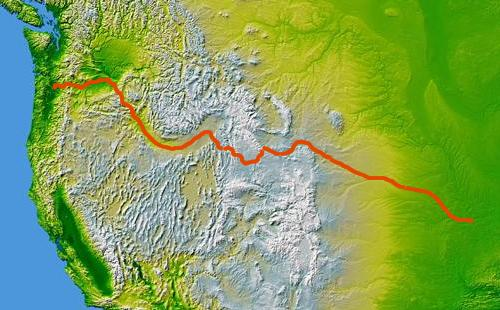
La piste de l'Oregon est représentée en rouge.

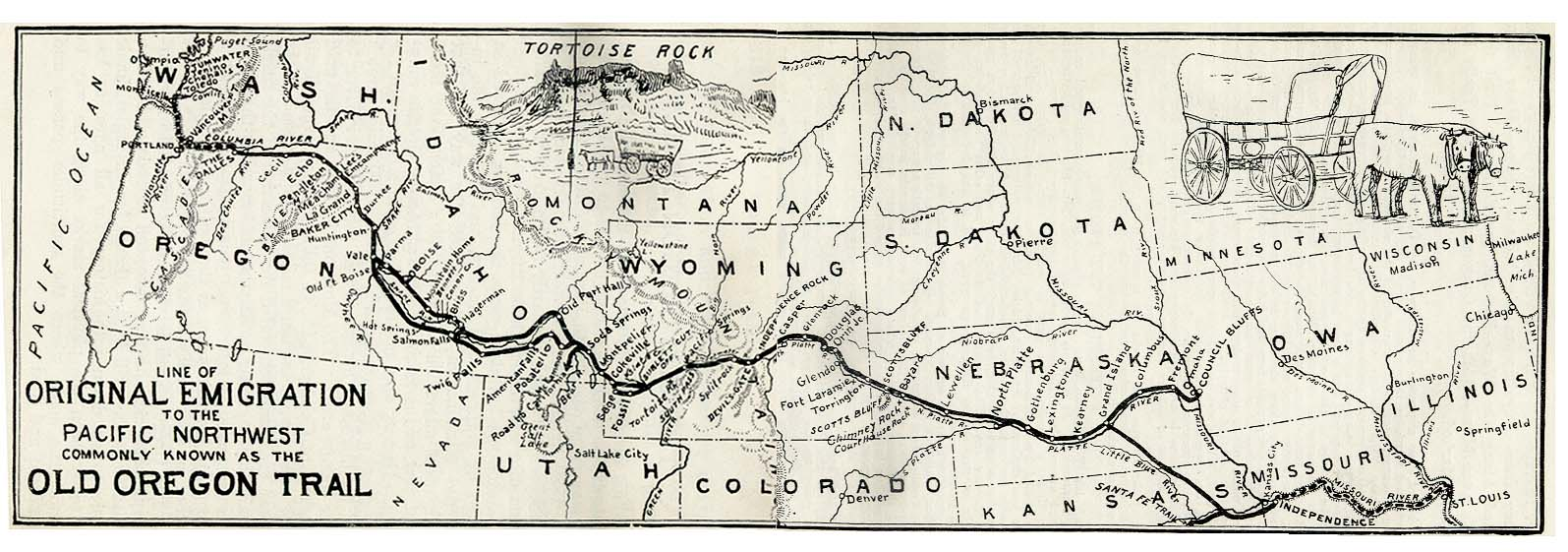
Carte extraite de The Ox Team or the Old Oregon Trail 1852-1906 par Ezra Meeker.

La piste de l'Oregon (Oregon Trail) est la principale voie terrestre franchissant les montagnes Rocheuses utilisée par les pionniers au XIXe siècle pour se rendre depuis différentes localités situées sur les rives du Missouri jusqu'au pays de l'Oregon. Le tronçon correspondant à la moitié orientale de la piste est également emprunté par les voyageurs de la piste de la Californie et de la piste des Mormons.
Pour effectuer le trajet en une seule saison la plupart des voyageurs partaient en avril ou mai, au moment où l'herbe était suffisamment haute. La piste longeait des rivières et des ruisseaux afin de permettre un approvisionnement suffisant au convoi de fourgons en eau, en herbe et en combustible pour le feu de camp. Par ailleurs, il fallait que les chemins empruntés soient un minimum carrossables pour que les chariots puissent y circuler sans encombre. Les voyageurs qui empruntaient la piste voyageaient en petit groupes et se déplaçaient en chariot bâché, à cheval, à pied et en bateau pour s'établir dans le pays de l'Oregon en tant que fermiers, hommes d'affaires ou chercheurs d'or. Ce territoire, connu sous le nom de Columbia District, était au début du XIXe siècle revendiqué à la fois par les Britanniques et les Américains.
Les quelque 3 200 km de piste à parcourir à travers des territoires correspondant aux États actuels du Missouri, du Kansas, du Nebraska, du Wyoming, de l'Idaho et de l'Oregon, nécessitaient de 5 à 6 mois de trajet en caravane. Lorsque la construction de la ligne de chemin de fer transcontinentale fut achevée en 1869, l'utilisation de la piste par les voyageurs déclina au profit de la voie ferrée. En 1883, la ligne de la Northern Pacific Railway atteignait la ville de Portland et la piste de l'Oregon perdait toute raison d'être.

## Itinéraire

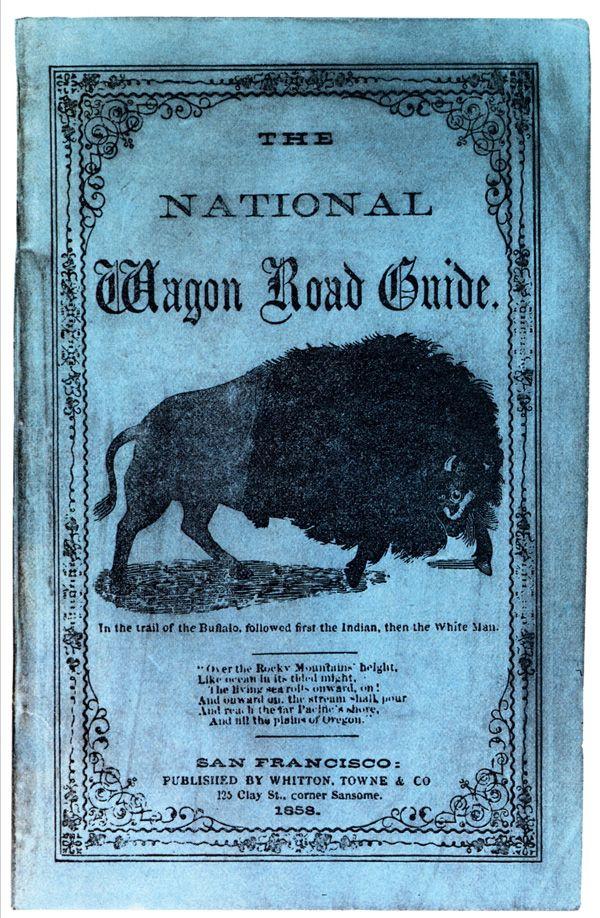
The National Wagon Road Guide, publié en 1858 pour les voyageurs de la piste de l'Oregon.

L'itinéraire basique suit les vallées des rivières. Dans les premiers temps, la piste de l'Oregon partait d'Independence dans le Missouri. Plus tard, d'autres villes sont devenus des points de départ comme Saint Joseph dans le Missouri, Fort Leavenworth et Atchison dans le Kansas et Omaha dans le Nebraska.
La ville d'Oregon City était le terminus de la piste de l'Oregon, au temps où cette ville était la capitale désignée du Territoire de l'Oregon. Cependant, de nombreux pionniers s'écartaient de la piste ou s'arrêtaient en cours de route pour s'installer dans des endroits qui leur convenaient.
La piste de l'Oregon était parsemée de nombreuses embûches et d'obstacles naturels. Progressivement, la piste fut aménagée pour faciliter la progression des voyageurs. Des services de ferry furent mis en place et des ponts construits pour pouvoir franchir les rivières sans risque.

### Nebraska

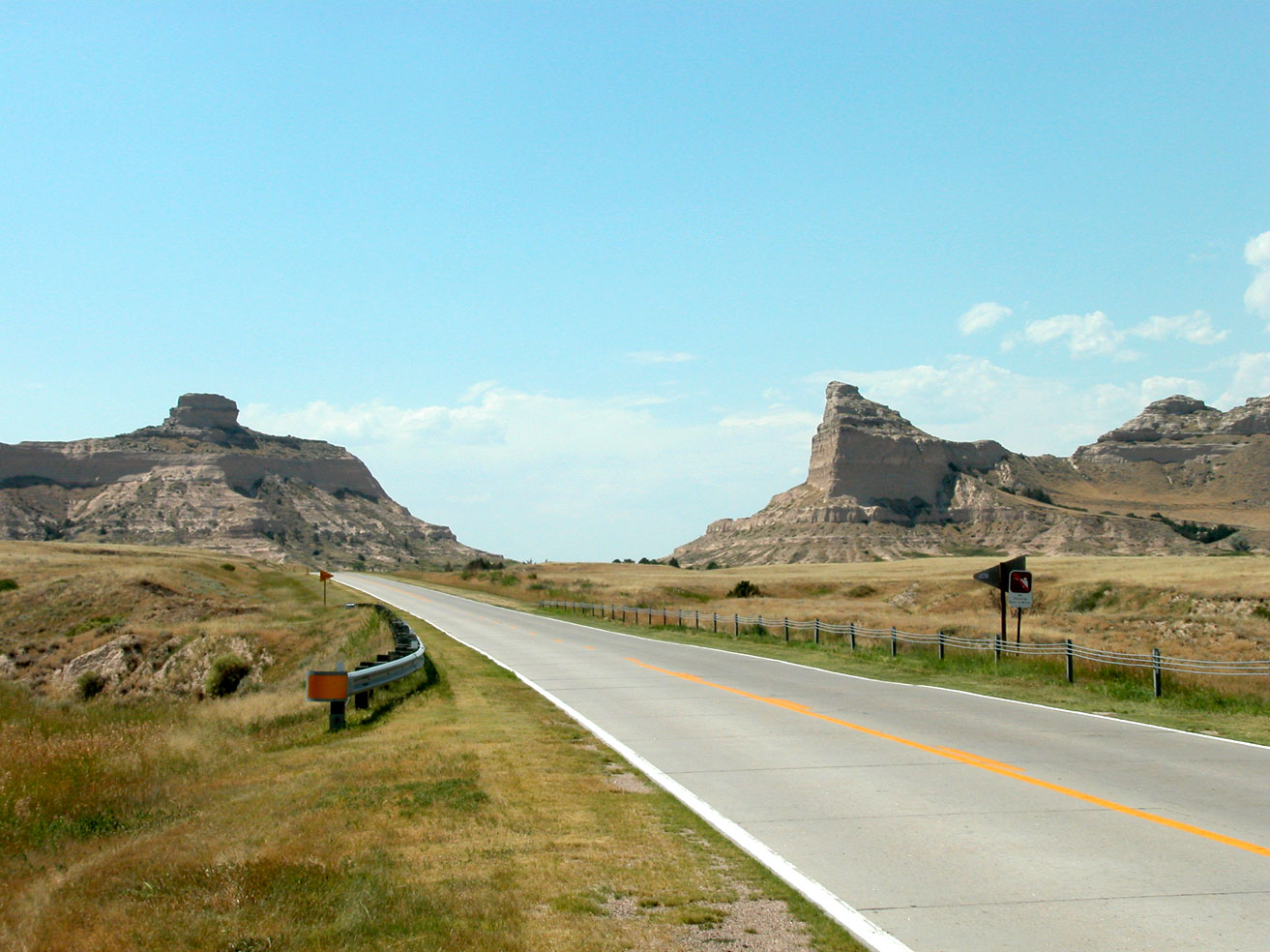
Formations rocheuses de Scotts Bluff situées sur le trajet de l'ancienne piste de l'Oregon.

Les voyageurs en provenance de la rive gauche du Missouri traversaient la rivière en ferry pour se rendre dans le Nebraska. Une fois arrivés au Nebraska, ils avaient alors le choix entre plusieurs villes pour y faire étape, mais après 1855, c'est Omaha qui obtint leur faveur. Ensuite, les voyageurs rejoignaient la vallée de la rivière Platte au niveau du Fort Kearney situé à l'emplacement actuel de la ville de Kearney. À Fort Kearney, ils pouvaient faire des achats, effectuer des réparations et se procurer des médicaments. Ensuite, ils remontaient le cours de la rivière Platte, puis de son affluent, la North Platte. La rivière Platte n'était pas navigable en raison de ses eaux boueuses et peu profondes. Par contre, les chemins qui longeaient ses rives des deux côtés étaient parfaitement carrossables. Avant 1880, les voyageurs croisaient sur leur route des milliers de bisons qui franchissaient la rivière Platte au cours de leur migration à travers le Nebraska. Ils pouvaient ainsi se fournir une grande quantité de viande fraîche. Là où l'herbe de la prairie n'avait pas été foulée par les bisons ou les voyageurs, celle-ci atteignait la hauteur d'un homme. De nombreuses formations rocheuses dominant la plaine environnante procuraient le long de la rivière North Platte des repères visuels faciles aux migrants. C'était notamment le cas du Chimney Rock et du Scotts Bluff.

### Wyoming

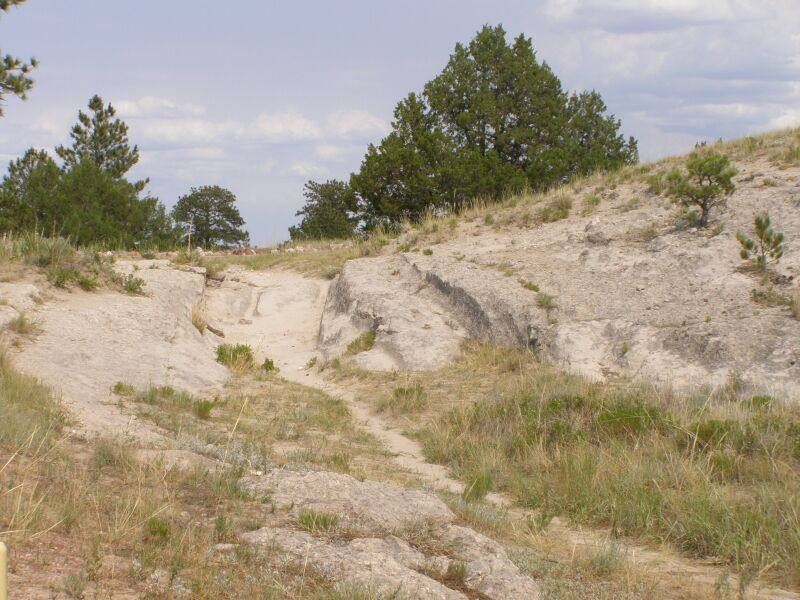
Traces toujours visibles dans le grès du passage des roues des chariots dans le Wyoming.

Dans le Wyoming, la piste de l'Oregon se poursuivait le long de la North Platte. À la confluence de la rivière Laramie et de la rivière North Platte se trouvait le Fort Laramie qui constituait un important arrêt pour les voyageurs. Il s'agissait d'un comptoir destiné au commerce de la fourrure servant d'avant-poste. Après cet arrêt, la piste continuait à remonter le cours de la North Platte, puis empruntait la vallée de la rivière Sweetwater qu'il fallait traverser neuf fois avant de quitter sa vallée. Les voyageurs franchissaient ensuite la ligne continentale de partage des eaux au niveau du col de South Pass. Après South Pass, la piste suivait la rivière Big Sandy Creek pour rejoindre la Green River. Les migrants devaient la traverser. Un service de ferrys était à la disposition des voyageurs pour effectuer cette traversée. Ensuite, la piste prenait la direction sud-ouest jusqu'à Fort Bridger, un autre comptoir destiné aussi à la traite de la fourrure, puis tournait plein nord et suivait la vallée de la Little Muddy Creek. Les voyageurs franchissaient alors les montagnes de la Bear River et basculaient dans la vallée de la Bear River.

### Idaho
La piste suivait ensuite la vallée de la Bear River jusqu'à Soda Springs et franchissait l'actuelle frontière Wyoming-Idaho. Tandis que la Bear River bifurque vers le sud, les voyageurs poursuivaient leur chemin vers le nord-ouest, empruntant la vallée de la rivière Portneuf pour rejoindre Fort Hall sur les bords de la rivière Snake. La route de Fort Bridger à Fort Hall mesurait 340 km de long et nécessitait 9 à 12 jours de voyage. Fort Hall était un vieux comptoir pour la traite de la fourrure appartenant à la compagnie britannique de la Baie de l'Hudson. Les voyageurs pouvaient y trouver aide et secours, mais l'endroit était infesté de moustiques. Les voyageurs suivaient ensuite la rivière Snake, dont les eaux coulent à travers une large plaine, en direction de l'ouest.

### Oregon
Les voyageurs quittaient la plaine de la rivière Snake pour voyager à travers l'actuel État de l'Oregon. Tout d'abord, ils remontaient le canyon de la rivière Burnt, puis ils franchissaient les montagnes Bleues pour rejoindre la vallée de La Grande. En 1843, des colons avaient tracé une piste dans ces montagnes, afin de permettre aux fourgons de pouvoir les franchir. Arrivés sur les rives du fleuve Columbia, au Fort Nez-Percés, certains construisaient des radeaux et descendaient le fleuve, tandis que d'autres poursuivaient leur route en fourgon jusqu'à The Dalles. Arrivés à cet endroit, les pionniers étaient bloqués par la chaine des Cascades et le mont Hood. Ils devaient descendre le fleuve Columbia en bateau. Le cours de la rivière à travers la chaîne des Cascades comportait de nombreux rapides et certains passages devaient être effectués en portage sur la rive. Au sortir des rapides, les pionniers arrivaient enfin à destination à Oregon City, située dans la vallée de la Willamette.

### Articles connexes

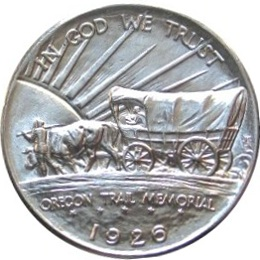
Pièce d'un demi-dollar commémorant la piste de l'Oregon.

## Statistiques
| Année   | Nombre de migrants |
| ------- | ------------------ |
| 1834–39 | 20                 |
| 1840    | 13                 |
| 1841    | 24                 |
| 1842    | 125                |
| 1843    | 875                |
| 1844    | 1 475              |
| 1845    | 2 500              |
| 1846    | 1 200              |
| 1847    | 4 000              |
| 1848    | 1 300              |
| 1849    | 450                |
| 1850    | 6 000              |
| 1851    | 3 600              |
| 1852    | 10 000             |
| 1853    | 7 500              |
| 1854    | 6 000              |
| 1855    | 500                |
| 1856    | 1 000              |
| 1857    | 1 500              |
| 1858    | 1 500              |
| 1859    | 2 000              |
| 1860    | 1 500              |
| 1861-67 | 27 000             |